# Длиннохвостый коэль
Длиннохвостый коэль (лат. Urodynamis taitensis) — вид птиц из семейства кукушковых. Единственный представитель рода Urodynamis. Мигрирующие птицы и гнездовые паразиты, откладывающие свои яйца в гнёзда представителей других видов. Весну и лето проводят в Новой Зеландии, где остаются с октября по февраль-март и размножаются. Зимуют на островах Тихого океана.
Согласно Sorenson and Payne (2005), наиболее близким родственником вида является Scythrops novaehollandiae.

## Поведение
Питаются преимущественно насекомыми, но иногда поедают птичьи яйца и гнездящихся птиц, а также ящериц.